# 포르티모넨스 SC
포르티모넨스 스포르팅 클루브(Portimonense Sporting Clube)는 포르투갈 알가르브 포르티망의 축구 클럽으로 현재 리가 포르투갈 2에서 활동하고 있다.

## 성적
- 세군다 디비장: 우승 1회 (2000–01)

## 선수 명단

### 현역
참고: FIFA 자격 규정에 따라 소속된 국가대표팀 국기를 표시합니다. 선수는 복수의 FIFA 비회원국 국적을 가지고 있을 수 있습니다.
| 번호 | 포지션 | 국적     | 이름                  |
| ---- | ------ | -------- | --------------------- |
| 1    | GK     |          | 비니시우스 실베스트레 |
| 7    | FW     |          | 실베스터 재스퍼       |
| 17   | MF     |          | 데이비스 실바         |
| 20   | MF     | 포르투갈 | 파울루 에스트렐라     |
| 30   | FW     |          | 김용학                |
| 32   | GK     |          | 나카무라 고스케       |
| 43   | DF     |          | 알레망                |

| 번호 | 포지션 | 국적 | 이름 |
| ---- | ------ | ---- | ---- |
| -    | MF     |      | 진호 |

## 역대 감독
| 감독              | 임기      |
| ----------------- | --------- |
| 페르난두 카브리타 | 1959~1960 |
| 조제 아우구스투   | 1976~1978 |
| 아르투르 조르즈   | 1981~1983 |
| 조제 토흐스       | 1988~1989 |
| 얀 쇠렌센         | 1989~1990 |
| 아밀카르 폰세카   | 1991~1994 |
| 조제 토흐스       | 1994~1995 |
| 아밀카르 폰세카   | 1995~1997 |
| 아밀카르 폰세카   | 2001~2002 |
| 디투              | 2003~2004 |
| 디아만티누        | 2005~2006 |
| 카를루스 모제르   | 2011~2012 |
| 라자루 올리베이라 | 2012~2014 |
| 비토르 올리베이라 | 2016~2018 |
| 파울루 세르지우   | 2020~2024 |